# Bettongia lesueur
Bettongia lesueur е вид бозайник от семейство Плъховидни кенгурута (Potoroidae). Видът е почти застрашен от изчезване.

## Разпространение
Разпространен е в Австралия.

## Описание
Теглото им е около 1,5 kg.
Продължителността им на живот е около 10 години. Популацията на вида е нарастваща.